# Kromit
Kromit je železov kromov oksid FeCr2O4, ki spada v spinelno skupino oksidnih mineralov. Železo je lahko delno zamenjano z magnezijem.
Z zamenjavo kroma z aluminijem nastane  mineral hercinit (FeAl2O4), z zamenjavo železa z magnezijem pa mineral magneziokromit (MgCr2O4). Z mageneziokromitom in hercinitom tvori kromit trdne raztopine.

## Nastanek imena
Mineral kromit so odkrili leta 1797 v reki Vjazmi na Uralu. Prvi ga je opisal francoski farmacevt in kemik Louis-Nicolas Vauquelin in ga poimenoval po njegovi glavni komponenti kromu.

## Nahajališča
Kromit se nahaja v peridotitu iz Zemljinega plašča. Pojavlja se tudi v slojevitih ultramafičnih intruzivnih kamninah in metamorfnih kamninah, na primer v nekaterih serpentinitih. Rudni skladi kromita so se razvili kot zgodnji magmatski diferenciati. Običajno ga spremljajo olivin, magnetit, serpentin in korund. Obširen bushveldski vulkanski kompleks v Južni Afriki je veliko slojevito mafično do ultramafično vulkansko telo z nekaj sloji, ki vsebujejo 90% kromita v redki vrsti kamnine kromititu.  Velike količine kromita vsebuje tudi vulkanski kompleks Stillwater v Montani (ZDA).

## Uporaba
Mineral kromit je edina kromova ruda, iz katere se pridobivata glavna proizvoda ferokrom in kovinski krom. Postopka za njuno proizvodnjo sta zelo različna. Za proizvodnjo ferokroma se kromitna ruda (FeCr2O4) reducira z aluminijem ali  silicijem v alumotermični reakciji, za proizvodnjo čistega kroma pa se železo loči od kroma v dvostopenjskem postopku praženja in izluževanja.
Kromit se zaradi visoke temperaturne obstojnosti uporablja tudi kot ognjeodporen material.

## Pridobivanje
Leta 2002 je bila svetovna proizvodnja kromove rude 14.600.000 ton. Najvejčji proizvajalci so bili Republika Južna Afrika (44%), Indija (18%), Kazahstan (16%), Zimbabve (5%), Finska (4%), Iran (4%) in Brazilija (2%). Druge države so proizvedle ostalih nekaj manj kot 10% svetovne proizvodnje.
Med manjše proizvajalce kromove rude spada Pakistan, kjer se ruda koplje v glavnem iz ultramafičnih kamnin v bazenu Muslim Bagh v Beludžistanu. Večina kromita je metalurške kakovosti s povprečno 40% vsebnostjo kromita in razmerjem Cr:Fe 2,6:1. Obsežni skladi kakovostne kromove rude so tudi v Afganistanu. 
Največji porabnik kromove rude je Ljudska republika Kitajska, ki uvaža koncentrate predvsem in Južne Afrike, Pakistana in drugih držav. Koncentrate predeluje v ferokrom, ki je surovina za proizvodnjo nerjavnega jekla in drugih zlitin. 
Leta 2010 je vlada Ontaria (Kanada) napovedala, da namerava odpreti velika rudišča kromita Ring of Fire v severnem Ontariu.